# Fraunhofer-Institut für Silicatforschung
Le Fraunhofer-Institut für Silicatforschung ou, en français, l’Institut Fraunhoferpour la recherche sur les silicates, est un centre de promotion de la recherche sur les matériaux à Wurtzbourg. Il traite de l'extension fonctionnelle des matériaux en utilisant la nanotechnologie et est une institution juridiquement non indépendante de la Fraunhofer-Gesellschaft basée à Munich.

## Histoire
En 1926, la Société Kaiser-Wilhelm pour la recherche sur les silicates à Berlin-Dahlem est fondée en 1926 par Wilhelm Eitel. En octobre 1943, il est transféré en Basse-Franconie et dans le Rhön à cause de la guerre. Le 1er avril 1948, après que le Landtag de Bavière eut décidé de s'installer à Würzburg, cette institution est rétablie sous le nom d'Institut Max-Planck pour la recherche sur les silicates. De 1951 à 1969, Adolf Dietzel est le directeur de l'institut.
En 1952, le président de la société Max-Planck, Otto Hahn, inaugura officiellement le siège actuel. En 1958, l'institut est agrandi avec une aile est et une salle de fusion du verre. La Fraunhofer-Gesellschaft reprend l'institut en 1971. En 1986, une extension, le Technikum, est construite. Dans l'usine pilote, entre autres choses, des systèmes de synthèse de peinture sont mis en place.
En 1995, l'institut ouvre une autre installation dans l'abbaye de Bronnbach. En 2005 et 2006, le Technikum II est construit, basé sur la production de fibres de renforcement en céramique résistant aux températures élevées. En 2006, le groupe de projet Fraunhofer pour les structures en composite de céramique est fondé à Bayreuth et est affilié à le Fraunhofer ISC. Le groupe de projet est transféré en 2012 avec deux groupes de travail du Fraunhofer ISC au Centre Fraunhofer pour la construction légère à haute température.
En 2011, le groupe de projet Fraunhofer pour les cycles de matériaux recyclables et la stratégie de ressources IWKS est fondé à Alzenau et étendu en 2012 avec un autre site à Hanau. Le groupe de projet se concentre sur le développement de stratégies de ressources, de technologies de recyclage et de procédures de substitution pour permettre une utilisation durable des ressources.
En 2011 et 2012, l'institut est étendu avec le Technikum III. Des technologies innovantes sont installées pour l’extension, notamment la technologie solaire et la trempe des composants. Des installations pour le développement de matériaux pour la médecine régénérative et de nouveaux systèmes de stockage d'énergie sont prévues dans le nouveau Technikum III.
En 2015, un laboratoire et une usine pilote sont ouverts pour le Centre-Fraunhofer HTL à Bayreuth.
Le 1er août 2017, le Centre Fraunhofer de translation pour les thérapies régénératrices TLZ-RT, Wurtzbourg, est intégré au Fraunhofer ISC. Le Centre travaille sur de nouvelles formes de thérapie basées sur des matériaux qui initient les processus de guérison du corps. Avec l'intégration, l'espace de travail du Fraunhofer ISC dans le domaine de la santé est élargi de manière professionnelle et compte environ 50 employés issus de la biotechnologie, de la recherche sur les matériaux et de la médecine.

## Domaines de recherche et priorités de travail
Énergie
- Énergies renouvelables : revêtements fonctionnels (éolien, photovoltaïque, énergie solaire thermique), composants de stockage, récupération d'énergie, revêtements de protection, capteurs
- Stockage d'énergie : matériaux / composants pour batteries / supercondensateurs, stockage d'énergie thermique, analyse / tests de batteries / composants
- Efficacité énergétique : technologie de mesure et optimisation des processus pour les processus à haute température, isolation thermique, augmentation de l'efficacité des systèmes d'éclairage et des lampes, revêtements fonctionnels (augmentation de la transmission, élimination de la poussière, électrochromisme)

Santé
- Médical : composites multifonctionnels et systèmes adhésifs pour la restauration / prophylaxie / régénération, vitrocéramiques céramiques, gabarits / échafaudages fonctionnels (bio / actifs) partiellement dégradables en conjonction avec une structuration 2D / 3D, développement de matériaux à base de peptides
- Médecine régénérative : Thérapies régénératives, modèles de tissus, matériaux bioactifs, inserts de plaie, ingénierie tissulaire - structures de soutien
- Diagnostic / Théranostics à base de nanoparticules fonctionnalisées
- Technologie médicale : actionneurs et capteurs pour prothèses, orthèses, implants intelligents et rééducation, construction de dispositifs
- Caractérisation et imagerie
- Criblage de médicaments, tests in vitro basés sur des cellules humaines et des structures tissulaires produites dans le bioréacteur, conception et exécution d'études précliniques et cliniques

Environnement
- Utilisation efficace des ressources : utilisation efficace des matériaux, matières premières secondaires, cycles de matériaux réutilisables, substitution de matériaux, développement de processus
- Protection et raffinement de surface : protection contre les rayures, protection contre la corrosion (revêtements de protection, comportement à la corrosion, test de corrosion), fonctionnalisation de surface (antistatique, protection contre les égouttements, nettoyage facile, antimicrobien), coloration, réduction de la réflexion ; Technologie de revêtement, processus de durcissement, caractérisation des couches, production à grande échelle de matériaux et processus de revêtement
- Bâtiment : ciment / béton / gypse (propriétés de liaison, matières premières secondaires, additifs, analytique), isolation thermique / stockage, vitres de fenêtre, climat ambiant / éclairage (couches électrochromes, réduction des émissions de polluants, catalyse), technologie des capteurs
- Emballages : emballages en verre (produits pharmaceutiques), produits analytiques (résistance hydrolytique, par exemple), couches à haute barrière (oxygène, vapeur d'eau, graisse, huile) pour les matériaux d'emballage (carton, papier, plastique), procédés d'encapsulation et matériaux (contenus aqueux et huileux) par exemple pour les cosmétiques)

Spécialités
- Verre : récipients en verre, verre plat (architecture, fenêtres, automobile), soudures au verre, verre spécial, technologie de la fusion, production de verre fondu en petites quantités, vitrocéramique, analytique
- Matériaux intelligents aux propriétés commutables : actionneurs / capteurs, contrôle du mouvement / amortissement, haptiques contrôlables, Smart Soft Materials (fluides magnétorhéologiques et élastomères, élastomères diélectriques et conducteurs), électrochromisme
- Optique et électronique : microélectronique / emballage (assemblage électrique / optique et technologie de connexion, électronique imprimée / flexible, matériaux fonctionnels pour systèmes μ-Smart, systèmes sensoriels, système dans la puce / système dans le boîtier, revêtements conformes), écrans (conducteurs transparents) oxydes, oxydes à semi-conducteurs amorphes), électronique à semi-conducteurs (résines fonctionnelles), photonique (micro-optique, structures photoniques, couches de couplage et de découplage, guides d’ondes)
- Ingénierie mécanique et technique : équipements spéciaux et équipements de recherche (mécatronique et robotique, capteurs, actionneurs), technique de mesure à haute température, volumétrie
- Analyse des matériaux / Caractérisation des matériaux / Essais des matériaux : Analyse thermique, analyse microscopique, analyse de surface, analyse chimique, caractérisation / essais physico-chimiques du matériau (analyse des propriétés), analyse des dommages, préparation
- Chimie de spécialité : production de petites séries / synthèses personnalisées, silanes / résines / polymères hybrides / composites / laques multifonctionnels

## Source de la traduction
- (de) Cet article est partiellement ou en totalité issu de l’article de Wikipédia en allemand intitulé « Fraunhofer-Institut für Silicatforschung » (voir la liste des auteurs).